# 유병준 (배우)
유병준(1945년 7월 28일 ~ )은 대한민국의 배우이다. 1966년 연극배우 첫 데뷔하였으며 1967년 영화 《싸릿골의 신화》에 단역 출연을 통하여 영화배우 데뷔한 후 1972년 서울중앙방송(지금의 KBS 한국방송공사)의 TV 드라마를 첫 출연하였고 1년 후 1973년 TBC 동양방송 공채 7기 성우 입사 이듬해 1974년 TBC 동양방송 공채 15기 탤런트 선발되었다.

## 출연 작품

### 드라마
- 1982년 ~ 1982년 KBS1 《풍운》 - 이경하,마건상 역
- 1982년 ~ 1982년 KBS1 《우둥불》 - 대장 역
- 1983년 KBS1 《아버지》
- 1983년 ~ 1984년 KBS2 《전우》
- 1984년 ~ 1984년 KBS1 《독립문》
- 1984년 ~ 1984년 KBS1 《함정》
- 1985년 ~ 1985년 KBS1 《새벽》
- 1986년 ~ 1986년 KBS2 《길손》
- 1986년 ~ 1986년 KBS1 《원효대사》 - 신라 대신 역
- 1987년 ~ 1987년 KBS1 《이화》
- 1987년 KBS1《땅에서도 이루어지소서》
- 1987년 ~ 1989년 KBS1 《토지》 - 일본 순사 역
- 1989년 ~ 1989년 KBS1 《지리산》
- 1989년 ~ 1989년 KBS2 《무풍지대》 - 아오마스 역
- 1989년 ~ 1990년 MBC 《제2공화국》 - 조한백 역
- 1990년 ~ 1990년 KBS2《파천무》 - 구치관 역
- 1990년 KBS2《대추나무 사랑걸렸네》- 장씨 역
- 1990년 ~ 1990년 KBS1 《여명의 그날》 - 다이리 역
- 1990년 ~ 1991년 KBS1《서울뚝배기》
- 1992년 ~ 1993년 KBS1 《삼국기》 - 호족 대표 역
- 1993년 ~ 1993년 KBS1 《달빛 고향》
- 1994년 ~ 1994년 KBS2 《한명회》 - 조득림 역
- 1994년 ~ 1994년 KBS1 《역사 앞에서》
- 1995년 ~ 1995년 SBS 《장희빈》 - 무명 백성 역
- 1995년 ~ 1995년 KBS2 《땅울림》
- 1995년 ~ 1995년 KBS1 《김구》 - 권중희의 부하 역
- 1995년 ~ 1996년 MBC 《제4공화국》 - 이종남 역
- 1995년 ~ 1995년 SBS 《코리아게이트》 - 김성진 역
- 1995년 ~ 1996년 KBS1 《찬란한 여명》 - 백성 역
- 1996년 ~ 1996년 KBS2 《조광조》 - 박원종의 집사 역
- 1998년 ~ 2000년 KBS1 《왕과 비》 - 최항 역
- 2000년 ~ 2002년 KBS1 《태조 왕건》 - 김율 역
- 2001년 ~ 2002년 KBS2 《명성황후》 - 한계원 역
- 2002년 ~ 2002년 KBS2 《태양인 이제마》
- 2002년 ~ 2003년 KBS2 《장희빈》 - 구일 역
- 2003년 ~ 2003년 KBS1 《천년의 꿈》
- 2003년 ~ 2004년 KBS1 《무인시대》 - 왕광취 역
- 2004년 ~ 2004년 SBS 《장길산》 - 이석현 역
- 2004년 ~ 2005년 KBS1 《불멸의 이순신》 - 도쿠이 미치유키 & 구루시마 미치후사 역(1인 2역)
- 2007년 ~ 2008년 SBS 《왕과 나》 - 안병두 역
- 2008년 ~ 2008년 KBS2 《최강칠우》 - 이형익 역
- 2009년 ~ 2009년 KBS2 《천추태후》 - 송나라 병부상서 역
- 2010년 ~ 2010년 KBS1 《거상 김만덕》 - 동문객주 상인 역

### 방송 프로그램
- 1993년 ~ KBS1 《다큐멘터리 극장 12.12》 - 박희도역
- 2002년 ~ MBC 《신비한TV 서프라이즈》 - 각종 단역
- 2014년 ~ 2020년 MBN 《기막힌 이야기 실제상황》 - 각종 단역
- 2014년- 2016년 TV조선 《이것은 실화다》 - 각종 단역
- 2015 채널A 《충격실화극 싸인》 - 각종 단역